# Třírychlostní Pepíček
Třírychlostní Pepíček byla česká rocková skupina řazená k nové vlně. Založila ji roku 1982 v Brně trojice vysokoškolských studentů pocházejících z Havířova a Valašského Meziříčí. Kapela byla ojedinělá tím, že nepoužívala bicí nástroje, obsazení tvořila kytara, baskytara a syntezátor. Její zvuk byl značně syrový, podobně jako u dalších brněnských kapel té doby (např. Odvážní bobříci) ovlivněný undergroundem a experimentálním rockem. Celkový dojem podtrhovala pódiová stylizace založená na excentrických kostýmech a pohybových kreacích, stejně jako absurdní, černým humorem nabité texty. Po vzoru The Residents členové skupiny skrývali skutečná jména a zdůrazňovali kolektivní povahu své tvorby. Skupina odehrála asi sedm koncertů a rozpadla se koncem roku 1983, kdy její členové ukončili studium a nastoupili základní vojenskou službu. Později se hudebníci z Třírychlostního Pepíčka objevili ve skupinách Masomlejn a Slepé střevo. Existenci skupiny dokumentuje videozáznam jednoho vystoupení, skladba „Lepší ruka zdravá“ byla zahrnuta na kompilační album české nezávislé hudební scény Czech! Till Now You Were Alone, které vydala roku 1984 v Itálii firma Old Europa Cafe.

## Složení
- Jiří Dvořák („Hrob“) — kytara, zpěv
- Petr Randula („Karkul“) — klávesové nástroje
- Jiří Prokš („Bobeš“) —  baskytara